# Sclérose
Ne doit pas être confondu avec Sclérose en plaques.
Une sclérose (du grec ancien σκλήρωσις (sclérosis), durcissement) est un durcissement pathologique d'un organe, d'un tissu ou d'une lésion causé par une formation excessive de collagène ou, dans le cas du système nerveux, d'une démyélinisation.
Il s'agit d'une lésion élémentaire en pathologie dermatologique. Elle correspond à la rigidification anormale de la peau. Elle peut être localisée ou généralisée à l'ensemble du tégument cutané. La sclérose est souvent secondaire à des processus mécaniques, chimiques, ou physiques. Le caractère primitif de la sclérose de la peau s'observe dans la sclérodermie.
La sclérose est également une technique de soin utilisée en phlébologie. Elle permet par l'injection d'un produit sclérosant dans des varicosités (télangiectasies) ou des veines variqueuses, varices, de les neutraliser.
La sclérothérapie permet aujourd'hui d'éviter le recours à la chirurgie pour le traitement des veines variqueuses et les contraintes liées à un acte chirurgical (anesthésie générale, hospitalisation, arrêt de travail).
C'est l'utilisation simultanée de deux évolutions technologiques qui a permis d'appliquer la technique de la sclérose à des veines de calibre de plus en plus gros. Il s'agit de :
- l'échographie : qui permet de repérer la source du reflux sanguin et d'effectuer l'injection à cet endroit stratégique ;
- la micromousse sclérosante : qui permet une meilleure efficacité du produit injecté par écho-guidage grâce au remplissage optimal de la varice par les micro-bulles.

La sclérothérapie est un traitement simple, efficace y compris à long terme, non invasif qui n'entraîne aucune immobilisation.
En psychologie, le terme sclérose peut aussi s'employer pour parler d'un inconfort ou d'un durcissement sur le plan intellectuel.